# Daniel Corach
Daniel Corach (1955) é um biólogo e geneticista argentino.
Foi o criador e diretor de Serviço de Impressões Digitais Genéticas (1991-2006) da Universidade de Buenos Aires (UBA).
Foi designado Professor Adjunto Regular Ordinário na Cátedra de Genética e Biologia molecular da Faculdade de Farmácia e Bioquímica da UBA, onde leciona e é Pesquisador Independente do CONICET.